# La Forêt qui tue
La Forêt qui tue (Het dodelijke woud) est un film belge muet réalisé par René Le Somptier, sorti en 1925.

## Fiche technique
- Titre original : La Forêt qui tue
- Titre en néerlandais : Het dodelijke woud
- Réalisation : René Le Somptier
- Scénario : Jean Vélu, d'après une ancienne légende ardennaise
- Directeurs de la photographie : Henri Barreyre, François Rents
- Société de production : Lumina Films
- Distribution : Films Triomphe
- Pays d'origine :  Belgique
- Format : Noir et blanc  - Muet

## Distribution
- Simone Alma
- Robert Bogaert : Pierre Cardon
- Suzanne Christy : Marie Boran
- Georges Melchior : François Boran
- Jimmy O'Kelly : Comte de Rohan
- Lucien Richez : Bourgmestre
- Émile Saint-Ober : Hubert l'idiot
- Mona Simonix : Fille du burgmestre
- Jean Vélu